# Kannivadi (Tirupur)
Kannivadi è una suddivisione dell'India, classificata come town panchayat, di 4.249 abitanti, situata nel distretto di Tirupur, nello stato federato del Tamil Nadu. In base al numero di abitanti la città rientra nella classe VI (meno di 5.000 persone).

## Geografia fisica
La città è situata a 10° 49' 59 N e 77° 46' 28 E.

## Società

### Evoluzione demografica
Al censimento del 2001 la popolazione di Kannivadi assommava a 4.249 persone, delle quali 2.116 maschi e 2.133 femmine. I bambini di età inferiore o uguale ai sei anni assommavano a 279, dei quali 156 maschi e 123 femmine. Infine, coloro che erano in grado di saper almeno leggere e scrivere erano 2.666, dei quali 1.617 maschi e 1.049 femmine.